# .werkkzeug
Werkkzeug — програма для RAD-конструювання демороликів. Була розроблена у 2000—2007 роках німецькою групою .theprodukkt, яка є комерційним відгалуженням відомої demoscene-групи Farbrausch (інакше Farb-rausch, у перекладі з німецької — «колірне отруєння»). Програма призначена в основному для використання всередині групи Farbrausch. Було випущено лише 2 релізи програми — Werkkzeug 1.201 і Werkkzeug 3 TE (Texture Edition). У квітні 2012 року тексти програм Werkkzeug 3, Werkkzeug 4, а також інші інструменти й бібліотеки розробники виклали у відкритий доступ.
Werkkzeug 3 TE — обмежена версія, що призначена не для створення демо-роликів, а лише для процедурної генерації текстур.

## Werkkzeug 1
Werkkzeug 1 було випущено 15 червня 2004 року. Він надає всі засоби, що необхідні для повноцінного створення демо-роликів:
- надшвидке й потужне 3D-ядро;
- розвинені генератори текстур і 3D-сіток;
- WYSIWYG у всіх областях;
- ефект відображення на текстуру;
- шкала часу для організації подій і ефектів;
- відображення результатів редагування в реальному часі;
- простий редактор сплайнів;
- підтримка систем часток;
- імпорт текстур із JPG;
- імпорт 3D-сіток і моделей із dotXSI;
- імпорт 3D-сіток з LWO;
- імпорт музики з V2M, OGG й XM;
- експорт у файли .kk1 (для використання з плеєром .kkino1).

Тексти програми Werkkzeug 1.201 закриті до теперішнього часу.

## Werkkzeug 3
Повна версія Werkkzeug 3 містить у собі найпростіші макрокоманди, які дозволяють створювати не лише демо-ролики, але й інтерактивні програми, наприклад, ігри. 2004 р. за допомогою Werkkzeug 3 було створено гру в жанрі шутера від першої особи .kkrieger розміром всього 96 КБ. Також за допомогою цієї програми було створено демо-ролик debris, який довгий час займав одне з перших місць у рейтингу сайту pouet.net [Архівовано 10 жовтня 2020 у Wayback Machine.]. 2007 р. Werkkzeug 3 був вперше випущений у вигляді обмеженої версії (limited edition), яка дозволяла лише створювати текстури й випробовувати їх на простих 3D-моделях.
Werkkzeug 3 є одним із найпотужніших засобів процедурного текстурування. Програма дозволяє створювати високоякісні текстури, що нагадують фотографічні.
Тексти програми Werkkzeug 3 на цей момент відкриті. Існує дві гілки Werkkzeug — загального призначення та для розробки .kkrieger.

## Werkkzeug for mobile
Цей різновид Werkkzeug також ніколи не публікувався у відкритому доступі. Його було випущено 2006 р. групою .theprodukkt. For mobile не означає, що редагування операторних схем відбувається на екрані мобільного телефону. Дана програма є лише базою для побудови на її основі комерційних мобільних ігор малого об'єму (шляхом процедурної генерації текстур).

## Werkkzeug 4
На даний час Werkkzeug 4 є одним з основних інструментів, які використовують Farbrausch. Даний програмний продукт засновано на платформі Altona.

## Продукція, розроблена за допомогою .werkkzeug
З моменту випуску першої версії .werkkzeug групою Farbrausch та іншими групами було випущено безліч демороликів із використанням цього інструмента.

### Farbrausch і .theprodukkt
| Назва продукту                   | Тип   | Версія .werkkzeug |
| -------------------------------- | ----- | ----------------- |
| .detuned™                        | Демка | 4                 |
| .kkrieger                        | Гра   | 3                 |
| Project Snowblind Teaser         | Демка | 3                 |
| fr-minus-09: human sources       | Демка | 3                 |
| fr-minus-03: farbomat            | Демка | 1                 |
| fr-minus-03.2: rausch-o-mat      | Демка | 1                 |
| fr-019: poemtoahorse.            | Демка | 1                 |
| fr-020: in control               | Демка | 1                 |
| fr-021: D (Stands For)           | Демка | 1                 |
| fr-025: the.popular.demo         | Демка | 1                 |
| fr-031: faded memories           | Демка | 1                 |
| fr-032: e.t.                     | Демка | 3                 |
| fr-033: like there's no tomorrow | Демка | 4                 |
| fr-034 / hjb-104: time index     | Демка | 1                 |
| fr-035: deleted scenes           | Демка | 1                 |
| fr-036: zeitmaschine             | Демка | 1                 |
| fr-037: the code inside          | Демка | 1                 |
| fr-038: theta                    | Демка | 3                 |
| fr-041: debris.                  | Демка | 3                 |
| fr-043: rove                     | Демка | 4                 |
| fr-044: patient zero             | Демка | 3                 |
| fr-045: life after               | Демка | 3                 |
| fr-046: basso continuo           | Демка | 3                 |
| fr-048: precision                | Демка | 3                 |
| fr-049: of spirits taken         | Демка | 3                 |
| fr-049b-minus                    | Демка | 3                 |
| fr-052: platinum                 | Демка | 3                 |
| fr-055: 828                      | Демка | 3                 |
| fr-056: gravity of the moon      | Демка | 3                 |
| fr-058: disintegrates            | Демка | 3                 |
| fr-059: momentum                 | Демка | 3                 |
| fr-060: tonikum                  | Демка | 3                 |
| fr-061: id08                     | Демка | 3                 |
| fr-062: the cube                 | Демка | 4                 |
| fr-065: euphotic                 | Демка | 3                 |
| fr-074: 02:20                    | Демка | 3                 |

Інша продукція (наприклад fr-08) створена на інструментах подібних до werkkzeug, наприклад, fvs32 та RauschGenerator2.